# Camille Bernier
Pour les articles homonymes, voir Bernier.
Camille Bernier né à Colmar le 3 mai 1823 et mort à Paris le 12 mai 1902 est un peintre français.

## Biographie
Camille Bernier naît à Colmar. Son père, Antoine Pascal Bernier, est receveur général des finances du département. Sa mère, Marie Nanine, est la fille de Denis Lefevre, secrétaire général des finances sous la Révolution, le Consulat, l'Empire et le règne de Louis XVIII.
Après des études en Suisse où il est pensionnaire à Lenzbourg, il entre à l'École centrale[Laquelle ?] dont il ne sera jamais diplômé. Il s'oriente vers la peinture en suivant l'enseignement de Léon Fleury et en effectuant le traditionnel Grand Tour en Italie.
Son tableau Village d'Arberg présenté à l'Exposition universelle de 1855, marque le début de sa carrière officielle. Il exposera ensuite, pratiquement chaque année, une ou plusieurs toiles au Salon jusqu'en 1892. Elles recevront un accueil satisfait de la critique qui y retrouve ce qu'elle attend d'un peintre paysager : « sincérité » dans l'approche de la nature et souci du détail.
Camille Bernier épouse, à Brest, le 17 novembre 1856, Lucie Emelie Gautier-Mougin. Le couple s'installe dans la région, où cette dernière possède plusieurs propriétés. En 1857, ils y reçoivent Camille Corot à qui Lucie Bernier offre un cahier de dessin[réf. nécessaire]. En 1859, ils s'installent vers la Côte d'Azur pour que leur nouveau-né, malade, profite du climat. Il ne survivra pas et sa mère mourra elle aussi, en 1860, à Hyères.
À partir de 1866, Camille Bernier prend l'habitude de passer la belle saison chez ses amis le peintre Vincent Vidal et son épouse Reine. Ces derniers ont acheté en 1851 le manoir de Kerlagadic et les fermes qui l'entourent à Bannalec dans le Finistère. À la mort de Reine, en 1891, Camille Bernier héritera de ses biens et continuera de vivre une partie de l'année à Kerlagadic  Il passe l'hiver à Paris, rue Jean-Nicot, où il possède un grand hôtel particulier. Il y finit les toiles qu'il a commencées sur le motif en Bretagne.
Son intérêt se focalise sur des scènes qu'il choisit le plus souvent à quelques minutes à pied de sa maison : les bords de l'Isole, les bois et les étangs du château de Quimerc'h, les fermes, les landes, les chemins et les pâturages environnants. Ses œuvres envoyées au Salon connaissent un grand succès. Elles sont régulièrement achetées par l’État qui les envoie dans les musées régionaux et font l'objet d'eaux-fortes, parfois gravées par l'artiste lui-même.
Camille Bernier se remarie en 1895 avec Oliva Barbara Hoechle, ancienne gouvernante suisse de sa nièce Édith.
Il est réputé pour sa générosité envers ses amis peintres qui trouvent gîte, couvert et parfois secours, tant à Paris qu'en Bretagne. Là aussi, il multiplie les dons et fonde  en 1880 une école de jeunes filles à Saint-Méen dirigée par la congrégation des filles du Saint-Esprit, en souvenir de son épouse Lucie qui y possédait des terres.

## Œuvres référencées
La liste ci-dessous est partiellement tirée du Dictionnaire des dictionnaires. Lettres, sciences, arts, encyclopédie universelle.
- Village d'Arberg (Ain) (1855)
- Ferme de Kerluce (1857)
- Rochers près de Plougastel' (1859)
- La Baie de Pen Hir (1863)
- Un bord de la rivière à Daoulas (1863)
- Grève de Guissény (1865)
- Le Sentier dans les genêts (1868)
- Ferme à Bannalec (1876)
- Sabotiers du bois de Quimerc'h (1877)
- Bois de Quimerc'h (Musée départemental breton à Quimper, en dépôt à l'hôtel de préfecture du Finistère)
- L'Étang de Quimerc'h (Musée départemental breton à Quimpe, ren dépôt à l'hôtel de préfecture du Finistère)
- La Vanne de l'étang de Quimerc'h (Musée départemental breton à Quimper, en dépôt au Musée d'art et d'histoire de Cholet)
- Étang de Kermoine (1878)
- Lande en Bretagne (1871)
- Le Soir en Bretagne (1881, musée des beaux-arts de Quimper)
- Le Vieux chemin (1883)
- Soir en Bretagne (huile)
- Chemin du bourg, Finistère (huile, 128 cm x 185,5 cm, musée des beaux-arts de Quimper)[4]
- La Lande de Sainte-Anne [près de Bannalec](après 1860, huile sur toile)
- Ferme de Sainte-Anne [près de Bannalec](Musée départemental breton à Quimper)
- Matinée en Bretagne (huile)
- Vaches dans un pré
- Trois vaches (Musée départemental breton à Quimper, en dépôt à l'hôtel de préfecture du Finistère)
- Vache blanche et noire (Musée départemental breton à Quimper, en dépôt à l'hôtel de préfecture du Finistère)
- Arbres au bord de la mer à Noirmoutier (Musée départemental breton à Quimper)[5]
- Arbre et fontaine (Musée départemental breton à Quimper en dépôt à l'hôtel de préfecture du Finistère)
- Arbres et vaches buvant (Musée départemental breton à Quimper)
- Les arbres du Pouldu (Musée départemental breton à Quimper, en dépôt à l'hôtel de préfecture du Finistère)
- Bords de l'Isole (Musée départemental breton à Quimper, en dépôt à l'hôtel de préfecture du Finistère
- Chemin de Kerlou (Musée départemental breton à Quimper, en dépôt à l'hôtel de préfecture du Finistère)
- Chemin de la lande (Musée départemental breton à Quimper, en dépôt à l'hôtel de préfecture du Finistère)
- Cheval et vaches dans un champ en jachère (Musée départemental breton à Quimper, en dépôt à l'hôtel de préfecture du Finistère)
- Chevaux près des châtaigniers de Kerlagadic (Musée départemental breton à Quimper, en dépôt à l'hôtel de préfecture du Finistère)
- Entrée de Kerlagadic, bergère et vaches (Musée départemental breton à Quimper, en dépôt à l'hôtel de préfecture du Finistère)
- Chênes et châtaigniers (Musée départemental breton à Quimper, en dépôt à l'hôtel de préfecture du Finistère)
- Deux vaches à l'abreuvoir (Musée départemental breton à Quimper, en dépôt à l'hôtel de préfecture du Finistère)
- Étude d'arbres abattus dans la forêt (Musée départemental breton à Quimper)
- Étude de cheval blanc (Musée départemental breton à Quimper)
- Étude pour la matinée en Bretagne (Musée départemental breton à Quimper)
- D'Anndour, Bannalec (musée des beaux-arts d'Angers)[6]
- L'Hiver en Bretagne (Musée départemental breton à Quimper)[7]
- Janvier, (Bretagne) (musée d'Orsay à Paris)

Œuvres de Camille Bernier
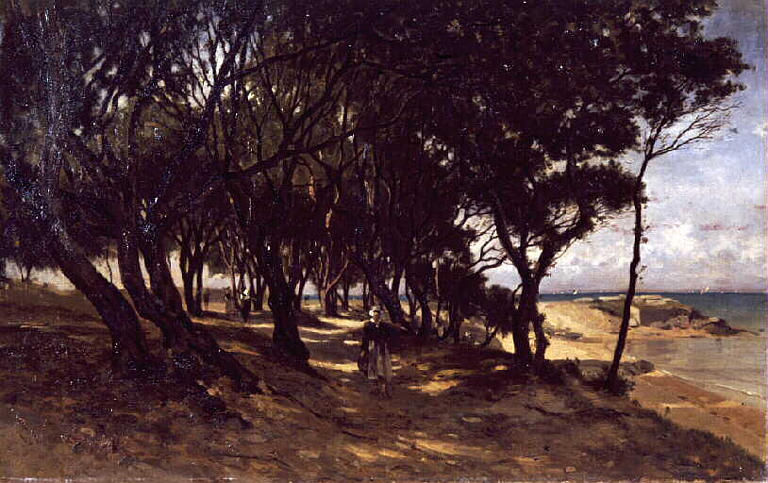
Arbres au bord de la mer à Noirmoutier, Quimper, Musée départemental breton.
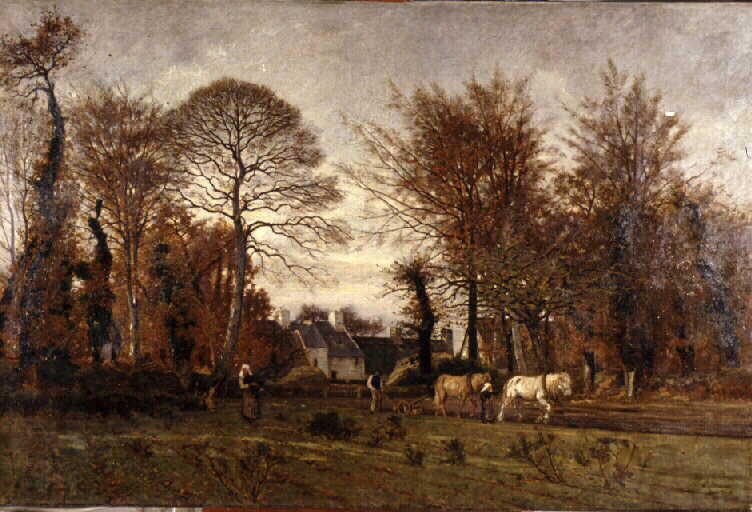
L'hiver en Bretagne, Quimper, Musée départemental breton.
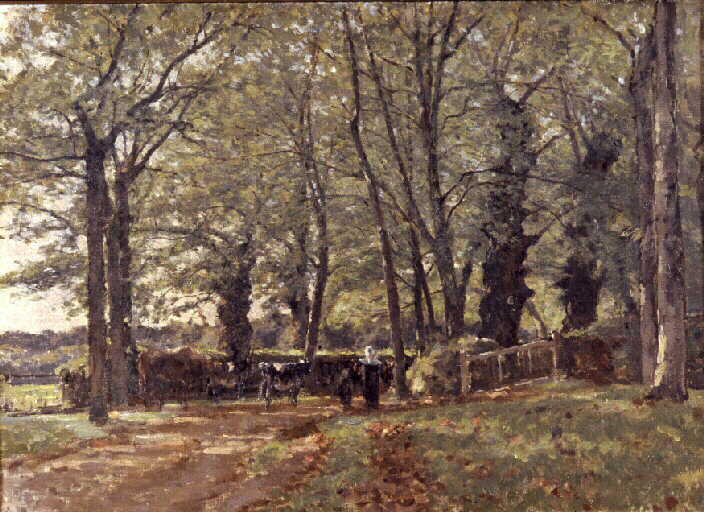
Entrée de Kerlagadic, bergères et vaches, Quimper, Musée départemental breton.
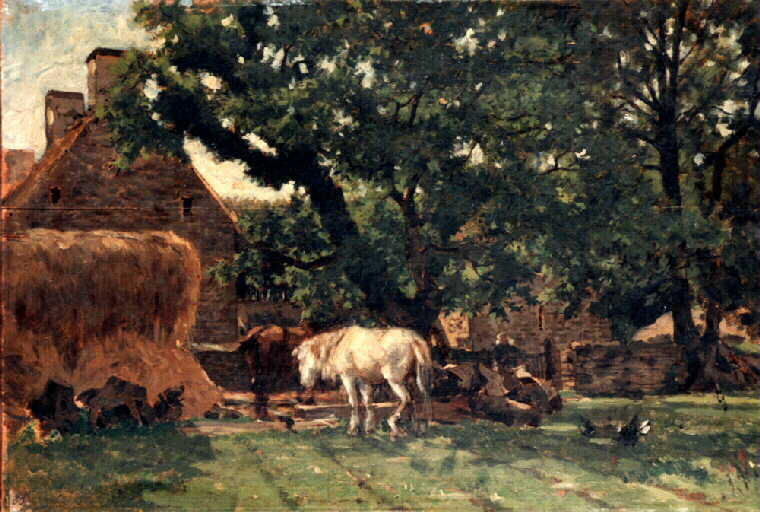
Chevaux près des châtaigniers de Kerlagadic, Quimper, Musée départemental breton.
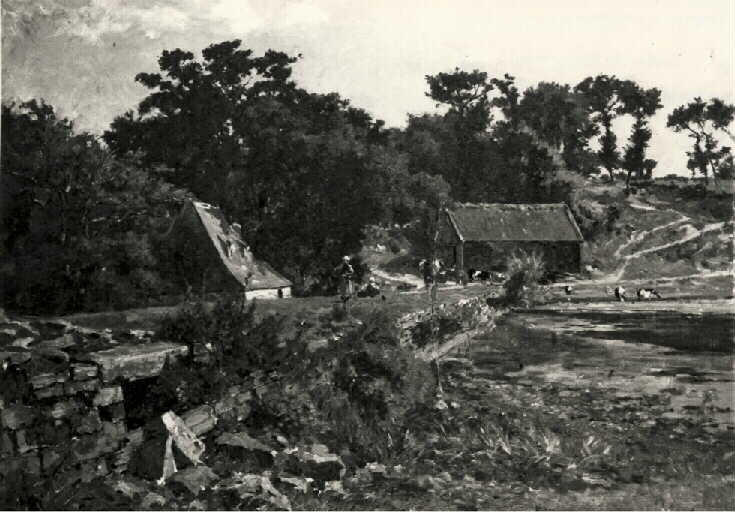
La Vanne de l'étang de Quimerch, Quimper, Musée départemental breton.
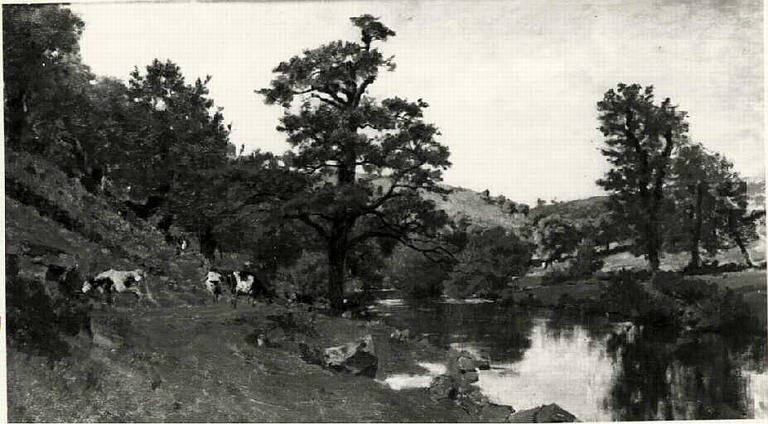
Les Bords de l'Isole, Quimper, Musée départemental breton.
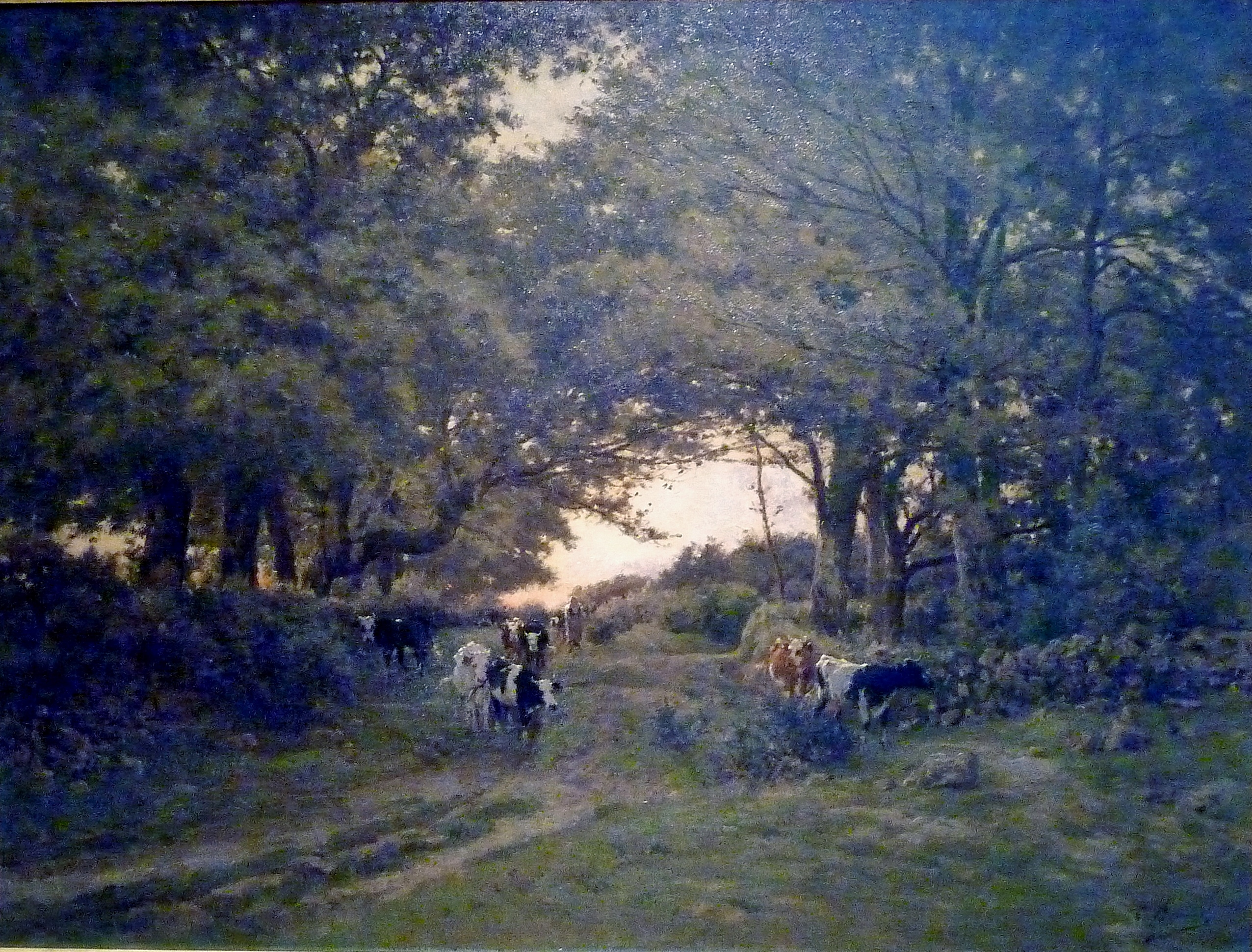
Le Soir en Bretagne (vers 1881), musée des beaux-arts de Quimper).

## Élèves
- Ernest-Auguste Le Villain[8]

## Réception critique
- « Pour moi le Bernier, Les champs en hiver au Luxembourg[9] est un idéal. » Vincent van Gogh, Lettre à son frère Théo, décembre 1882, no 291.
- « M. Camille Bernier s'est mis par La lande de Kerlagadic et par sa Fontaine en Bretagne au premier rang des paysagistes. », Théophile Gautier, L'Illustration, 29 mai 1869.
- « En parcourant ce coin de pays où il a vécu, à chaque pas le souvenir d'une de ses œuvres se présente à l'esprit; on est frappé de la justesse et de la poésie des interprétations qu'il en a données et dont l'ensemble forme une sorte de poème en l'honneur de sa chère Bretagne. », Émile Michel, Les maîtres du paysage, 1906.

## Hommages
Plusieurs villes de Bretagne ont donné son nom à une rue, notamment Bannalec, Brest, Guipavas, Lesneven, Quimper et Saint-Méen.